# Coral Springs, Florida
Coral Springs, Florida là một thành phố thuộc quận Broward trong bang Florida, Hoa Kỳ. Thành phố có tổng diện tích km², trong đó diện tích đất là km². Theo điều tra dân số Hoa Kỳ năm 2010, thành phố có dân số 121.096 người.
Coral Springs, chính thức điều lệ 10 Tháng 7, 1963, có cự ly khoảng 20 dặm (32 km) phía tây bắc của Fort Lauderdale. Nó là một phần của khu vực thống kê Miami-Fort Lauderdale-Pompano Beach, dân số 5.564.635 người vào năm 2010.
Thành phố được quy kế hoạch và chủ yếu được phát triển bởi cộng đồng WCI, sau đó được gọi là Coral Ridge Properties, một bộ phận của Westinghouse. Tên của thành phố là bắt nguồn từ tên của công ty, và được chọn sau khi đề xuất một số trước đây đã được xem xét và bị từ chối. Mặc dù có tên, có là không có lò xo trong thành phố; Florida lò xo có trong các phần trung tâm và bắc của. nhà nước.
Trong những năm 1970, năm 1980, và 1990, thành phố trẻ phát triển nhanh chóng, thêm hơn 35.000 cư dân mỗi thập kỷ. Coral Springs có một bầu không khí đặc biệt trong số các thành phố Nam Florida, một phần do mã nghiêm ngặt của nó được thiết kế để duy trì tính thẩm mỹ của thành phố. Quản lý tài chính hiệu quả của chính quyền thành phố đã duy trì xếp hạng trái phiếu cao, và thành phố đã giành được giải thưởng cho livability tổng thể của nó, tỷ lệ tội phạm thấp, và định hướng thân thiện với gia đình của mình